# Kropp
Kropp é um município da Alemanha, localizado no distrito de Schleswig-Flensburg, estado de Schleswig-Holstein.